# Qwote
Qwote ist ein haitianischer R&B-Künstler, der durch einen Remix des Songs Danza Kuduro bekannt wurde.

## Karriere
Der in Haiti geborene Sänger Qwote ist ein Independent-Künstler, der bei Slip-N-Slide Records unter Vertrag steht.
Qwote wuchs bei seiner Großmutter auf und begann im Alter von zwölf Jahren Lieder zu schreiben. Er lebte in Long Island, New York, und zog später nach Miami, wo er in verschiedenen Clubs auftritt. Sein erster großer Auftritt war 2008 mit dem Song Phone Sexx, der auf Trinas Album Still da Baddest zu finden ist. 2011 nahm der Rapper Pitbull mit ihm und den Jump Smokers als Gastmusiker den Song Superstar, der es auch in die österreichischen Charts schaffte, auf. Seine erste eigene Single Don’t Wanna Fight wurde ein Hit in Neuseeland. Der Song erschien in verschiedenen Versionen, eine mit Shaggy und eine zweite mit Pitbull.
2012 wurde ein Remix des Songs Danza Kuduro als Download veröffentlicht. Bei dem Song wirken Lucenzo & Pitbull mit. Er erreicht eine Woche nach der Veröffentlichung in den UK Single Charts Platz 13. Im selben Jahr konnte der Song Bedroom auch die deutschen Charts erreichen. Er wurde mit der Sängerin REDD und dem Rapper Pitbull aufgenommen.
2016 veröffentlichte er gemeinsam Cube 1 und Pitbull das Lied Get Loose, der in einer von Bodybangers abgemixten Version erschien.

## Diskografie

### Studioalben
| Jahr | Titel Musiklabel                      | Anmerkungen                                   |
| ---- | ------------------------------------- | --------------------------------------------- |
| 2009 | Best of Both Worlds Rude Bwoy Records | Erstveröffentlichung: 10. März 2009 mit Trina |

### Mixtapes
| Jahr | Titel         | Anmerkungen                                            |
| ---- | ------------- | ------------------------------------------------------ |
| 2011 | Love Her Lips | Erstveröffentlichung: 12. November 2011 mixed by DJ GQ |

### Singles
| Jahr | Titel Album                | Höchstplatzierung, Gesamtwochen, AuszeichnungChartplatzierungen (Jahr, Titel, Album, Platzierungen, Wochen, Auszeichnungen, Anmerkungen) | Höchstplatzierung, Gesamtwochen, AuszeichnungChartplatzierungen (Jahr, Titel, Album, Platzierungen, Wochen, Auszeichnungen, Anmerkungen) | Höchstplatzierung, Gesamtwochen, AuszeichnungChartplatzierungen (Jahr, Titel, Album, Platzierungen, Wochen, Auszeichnungen, Anmerkungen) | Höchstplatzierung, Gesamtwochen, AuszeichnungChartplatzierungen (Jahr, Titel, Album, Platzierungen, Wochen, Auszeichnungen, Anmerkungen) | Anmerkungen                                                                                |
| Jahr | Titel Album                | DE | AT | CH | UK | Anmerkungen                                                                                |
| ---- | -------------------------- | --- | --- | --- | --- | ------------------------------------------------------------------------------------------ |
| 2011 | Danza Kuduro Love Her Lips | — | — | — | UK13 Platin · (6 Wo.)UK | Erstveröffentlichung: 29. Oktober 2011, nur in UK veröffentlicht mit Lucenzo feat. Pitbull |
| 2012 | Bedroom –                  | DE40 (3 Wo.)DE | AT39 (3 Wo.)AT | CH41 (1 Wo.)CH | — | Erstveröffentlichung: 16. März 2012 mit REDD & Pitbull                                     |
| 2012 | Baby It’s The Last Time –  | DE93 (1 Wo.)DE | AT59 (1 Wo.)AT | — | — | Erstveröffentlichung: 18. Mai 2012 mit R. J. & Flo Rida                                    |

### Gastbeiträge
| Jahr | Titel Album                       | Höchstplatzierung, Gesamtwochen, AuszeichnungChartplatzierungen (Jahr, Titel, Album, Platzierungen, Wochen, Auszeichnungen, Anmerkungen) | Höchstplatzierung, Gesamtwochen, AuszeichnungChartplatzierungen (Jahr, Titel, Album, Platzierungen, Wochen, Auszeichnungen, Anmerkungen) | Höchstplatzierung, Gesamtwochen, AuszeichnungChartplatzierungen (Jahr, Titel, Album, Platzierungen, Wochen, Auszeichnungen, Anmerkungen) | Höchstplatzierung, Gesamtwochen, AuszeichnungChartplatzierungen (Jahr, Titel, Album, Platzierungen, Wochen, Auszeichnungen, Anmerkungen) | Anmerkungen                                                   |
| Jahr | Titel Album                       | DE | AT | CH | UK | Anmerkungen                                                   |
| ---- | --------------------------------- | --- | --- | --- | --- | ------------------------------------------------------------- |
| 2011 | Superstar Kings of the Dancefloor | — | AT41 (4 Wo.)AT | — | — | Erstveröffentlichung: 29. Mai 2011 mit Jump Smokers & Pitbull |
| 2012 | You da One (Remix) Talk That Talk | — | AT23* (8 Wo.)AT | CH36* (6 Wo.)CH | UK16* (16 Wo.)UK | Erstveröffentlichung: 6. März 2012 mit Rihanna                |

Weitere Gastbeiträge
- 2008: Hot Like Fire (mit Yungen & Flo Rida)
- 2009: Don’t Wanna Fight (feat. Trina / Shaggy / Pitbull)
- 2011: I Want You (feat. Rick Ross)
- 2012: Same Shit (feat. Pitbull)
- 2012: Letting Go (Cry Just a Little) (feat. Pitbull)
- 2012: Play My Song (mit Vein)
- 2016: Get Loose (mit Cube 1 & Pitbull)